# Schule für Angewandte Linguistik
Die SAL Schule für Angewandte Linguistik ist eine Privatschule in Zürich, die verschiedene Bildungs- und Lehrgänge anbietet: Journalismus/Corporate-Publishing, Übersetzen, Erwachsenenpädagogik/Sprachunterricht DaF, FIDE-Zertifizierung, SVEB-Zertifikat, eidg. Fachausweis (nur Vorbereitung) Ausbilder/-in, Lektorieren, Spanischkursleiter/-in, Literarisches Schreiben und Drehbuch schreiben.
Das Studium der Bildungsgänge Journalismus/Corporate Publishing, Übersetzen und Erwachsenenpädagogik/Sprachunterricht DaF kann in einem dreijährigen Turnus absolviert werden, was in jedem Semester den Einstieg in bestehende Klassen möglich macht. Die Studienorganisation erlaubt es, die SAL im Teilzeitstudium zu absolvieren. Zudem können die meisten Kurse einzeln als individuelle Weiterbildung gebucht werden.

## Geschichte
Die Schule für Angewandte Linguistik wurde 1969 von Dr. Paul Bänziger gegründet und bis 2017 von der Stiftung für angewandte Linguistik getragen. 2017 übernahm die HDS Handels- und Dolmetscherschule St. Gallen AG den Unterrichtsbetrieb der SAL und führt diesen unter demselben Namen als Abteilung der HDS weiter.
Die Leitung hatte inne Dr. Paul Bänziger (1969 bis 2000), Suzanne Bänziger (2000–2013), Markus Linder (2013 bis 2017), Stefan Großöhmigen und Hans-Jörg Grämiger (ab 2017) .
Die SAL wurde durch den Standortkanton Zürich im Jahr 2000 als Höhere Fachschule anerkannt.  Seit 2004 ist in der Schweiz die Kategorie «Höhere Fachschule» im Berufsbildungsgesetz für bestimmte Ausbildungsgänge vorgesehen – diese Ausbildungen bot die SAL nicht an.